# Мелиссино, Алексей Петрович
Алексей Петрович Мелиссино (1759—1813) — русский военный полковой командир во время Отечественной войны 1812 года, генерал-майор из рода Мелиссино, отличившийся на русской службе в войнах с Наполеоном. Последний Мелиссино в России.

## Биография
Единственный сын выдающегося артиллериста П. И. Мелиссино и жены его Марии Дмитриевны, урожд. Кацаревой (ум. 1801). Сразу после рождения был записан в гвардию и в возрасте 16-ти лет, 21 июля 1777 года, начал службу сержантом, в 1783 году произведен в капитаны артиллерии. В 1789 году переведен в Сумский 1-й гусарский полк в звании подполковника и принял с ним участие в Турецкой войне, за отличие при Штурме Измаила по представлению А. В. Суворова награждён орденом Святого Георгия 4 степени. Находясь с полком в Новороссии, Мелиссино положил основание конским заводам в этом крае и много заботился об улучшении конской пород, выписывая лошадей из Англии, Турции и Аравии.
В 1797 году полковник Мелиссино отставлен от службы, но в 1800 году снова зачислен в Елисаветградский гусарский полк и в 1801 году произведен в генерал-майоры с назначением шефом Мариупольского гусарского полка. В 1807 году генерал-майору Мелиссино было поручено формирование Лубенского гусарского полка. Назначенный его шефом, он принял с полком участие в Отечественной войне 1812 года и 10 июля 1812 года, командуя отдельным отрядом, разбил саксонского генерала Ренье у местечка Янова, за что и был награждён орденом Святой Анны 1 степени, а 15 июля взял в Кобрине целый австрийский отряд в 2 тысячи человек, при 8 орудиях и 4 знаменах. Находясь затем в авангарде генерал-лейтенанта барона Сакена, Мелиссино доблестно участвовал в сражениях у Горностаевичей и Волковыска. В 1813 году он состоял в арьергарде Милорадовича, прикрывавшем отступление русской армии от Люцена к Дрездену. При Бауцене Мелиссино находился на левом фланге и при отступлении нашей армии дважды атаковал французских кирасир.
14 августа 1813 года под Дрезденом Мелиссино с отчаянной храбростью атаковал французскую гвардейскую пехоту и был убит во главе своего храброго полка, ворвавшегося в неприятельское каре. Вдова его Роксана Михайловна, урожденная княжна Кантакузен (племянница Р. М. Кантакузена), предприняла энергичные поиски тела своего мужа, но безуспешно: ей удалось достать лишь обагренный кровью мундир героя. В своем имении Пугляе (Горецкого уезда, Могилевской губернии) она соорудила памятник Мелиссино, под которым в особом ящике хранились упомянутый мундир, рейтузы, седло и уздечка Мелиссино. В церкви села Пугляй хранились (по состоянию на 1914 год) и ордена Мелиссино, вделанные в дарохранительницу.
По другим сведениям, убит на второй день сражения, 15 августа, и похоронен в Кульме или смертельно ранен 14 августа и умер на следующий день.

## Комментарии
1. ↑  Здесь и далее даты по старому стилю.